# Speedway-Europameisterschaft
Die Speedway-Europameisterschaft (englisch Speedway European Championchip, SEC) ist einer der wichtigsten internationalen Wettbewerbe im Speedwaysport. Sie wird seit 2012 in einer Saison-Serie von vier Stationen ausgefahren.
Seit der Saison 2013 wird diese Rennserie von der polnischen Vermarktungs-Agentur One Sport Media und ähnlich wie der Speedway-Einzel-Weltmeisterschaft veranstaltet. 
Damals wurden alle vier Läufe zu dieser Speedway-EM live auf dem Sportsparten-Sender Eurosport übertragen und hatten beachtliche Zuschauerquoten, die für die Einzel-Weltmeisterschaft ernste kommerzielle Konkurrenz bedeuteten.
Speedwayprofis war es 2013 gestattet, an beiden großen Wettbewerben teilzunehmen. Ab 2014 wollten die FIM und der Einzel-WM-Vermarkter BSI dies untersagen. Die Serie sollte dann auf sechs EM-Stationen aufgestockt werden mit einem Lauf in England und einem Finale in Deutschland, welches am 6. Juli 2014 in Güstrow offiziell stattfinden sollte.

## Ergebnisse
|      | Austragungsorte                             | Gold                          | Silber           | Bronze             |
| ---- | ------------------------------------------- | ----------------------------- | ---------------- | ------------------ |
| 2023 | Częstochowa, Güstrow, Bydgoszcz, Pardubice  |                               |                  |                    |
| 2022 | Rybnik, Güstrow, Łódź, Pardubice            | Leon Madsen                   | Janusz Kolodziej | Mikkel Michelsen   |
| 2021 | Bydgoszcz, Güstrow, Danzig, Rybnik          | Mikkel Michelsen              | Leon Madsen      | Patryk Dudek       |
| 2020 | Toruń, Bydgoszcz, Gniezno, Rybnik, Toruń    | Robert Lambert                | Leon Madsen      | Grigorij Laguta    |
| 2019 | Güstrow, Toruń, Vojens, Chorzów             | Mikkel Michelsen              | Grigorij Laguta  | Leon Madsen        |
| 2018 | Gniezno, Güstrow, Daugavpils, Chorzów       | Leon Madsen                   | Jaroslaw Hampel  | Robert Lambert     |
| 2017 | Toruń, Güstrow, Hallstavik, Lublin          | Andzejs Lebedevs              | Artem Laguta     | Vaclav Milik       |
| 2016 | Güstrow, Daugavpils, Toljatti, Rybnik       | Nicki Pedersen                | Vaclav Milik     | Krzysztof Kasprzak |
| 2015 | Toruń, Landshut, Kumla, Ostrów Wielkopolski | Emil Damirowitsch Saifutdinow | Nicki Pedersen   | Antonio Lindbäck   |
| 2014 | Güstrow, Toljatti, Holsted, Częstochowa     | Emil Damirowitsch Saifutdinow | Peter Kildemand  | Nicki Pedersen     |
| 2013 | Danzig, Toljatti, Goričan, Rzeszów          | Martin Vaculík                | Nicki Pedersen   | Grigorij Laguta    |
| 2012 |                                             | Ales Dryml                    | Robert Miśkowiak | Andrej Karpov      |

### Medaillenspiegel
| # | Land                   | Gold | Silber | Bronze |
| - | ---------------------- | ---- | ------ | ------ |
| 1 | Dänemark               | 5    | 5      | 3      |
| 2 | Russland               | 2    | 2      | 2      |
| 3 | Tschechien             | 1    | 1      | 1      |
| 4 | Vereinigtes Königreich | 1    | 0      | 1      |
| 5 | Slowakei               | 1    | 0      | 0      |
| 5 | Lettland               | 1    | 0      | 0      |
| 7 | Polen                  | 0    | 3      | 2      |
| 8 | Schweden               | 0    | 0      | 1      |
| 8 | Ukraine                | 0    | 0      | 1      |